# Anime Expo

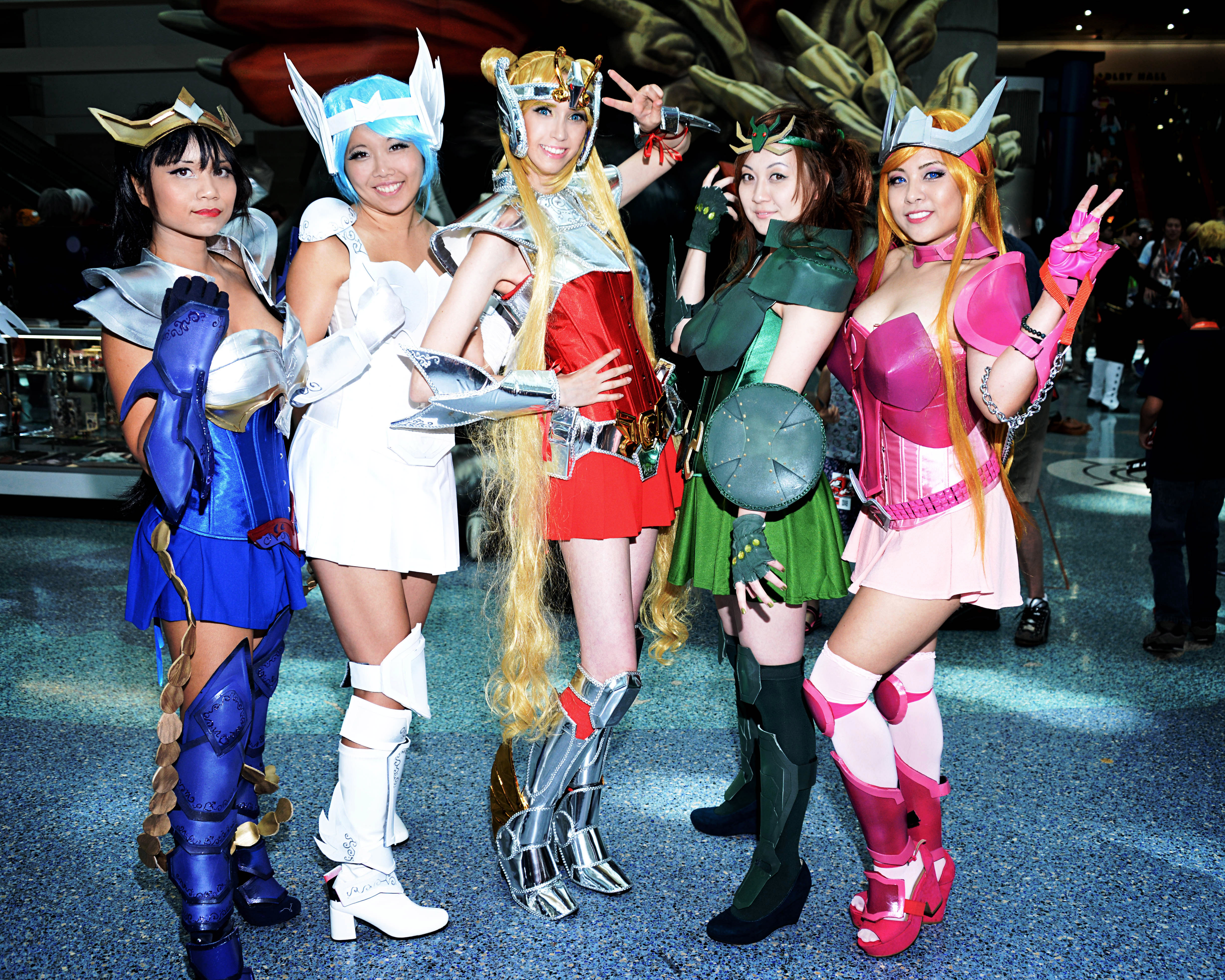
Những cosplayer Thủy Thủ Mặt Trăng trong phong cách Saint Seiya AX năm 2016

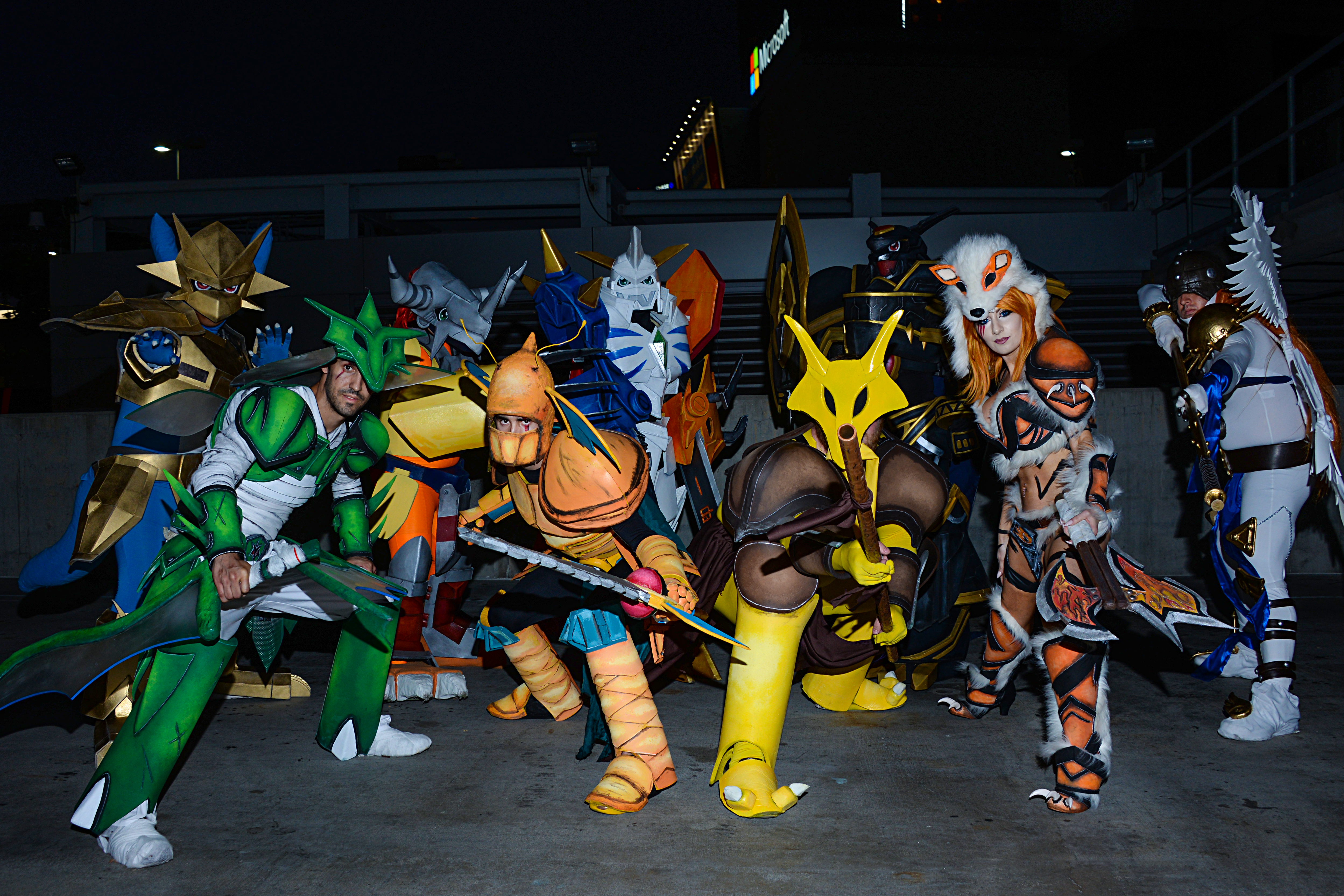
Những cosplayer bên ngoài trung Tâm hội Nghị Los Angeles

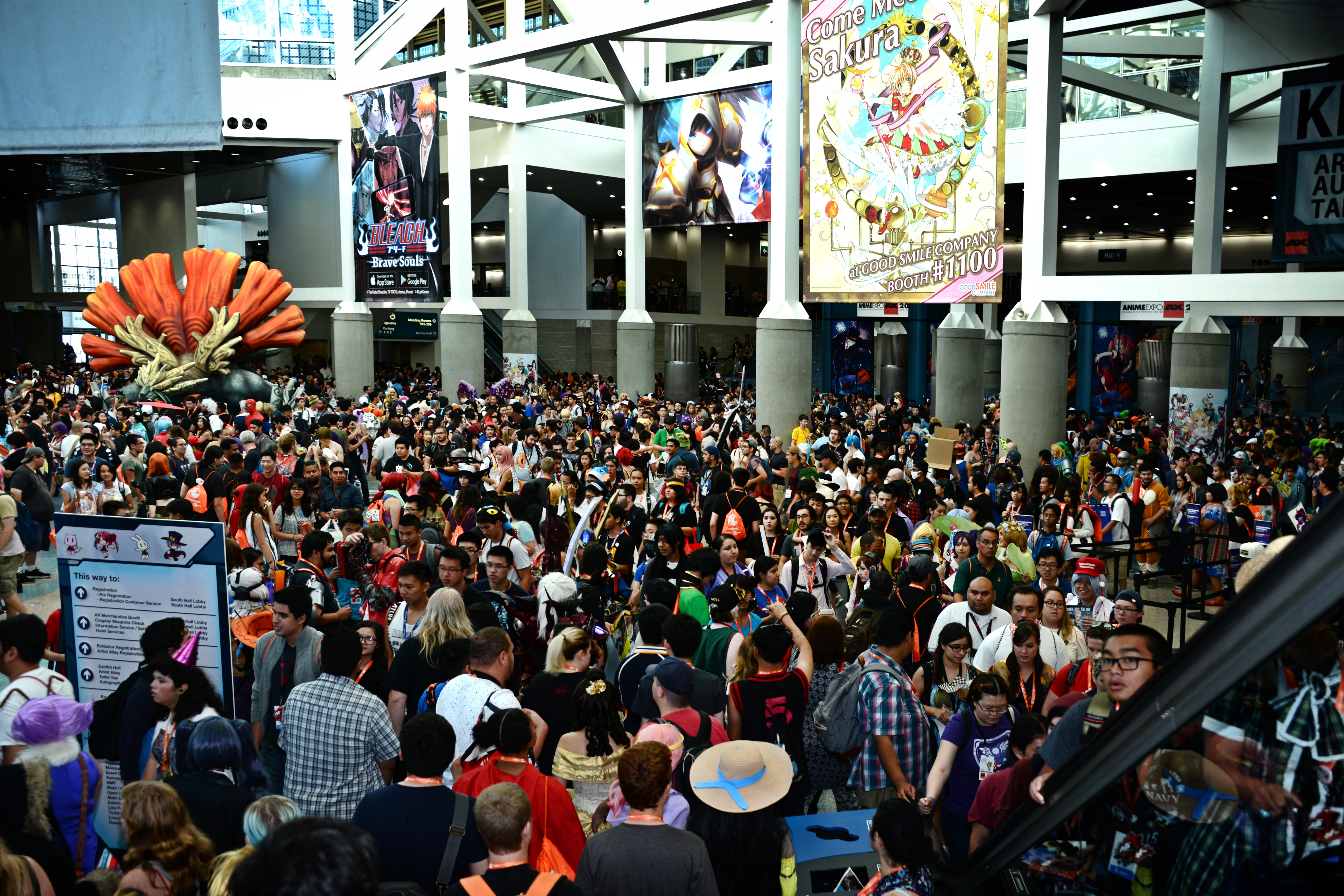
Người tham dự tập trung tại Sảnh phía nam của trung tâm hội Nghị Los Angeles trong thời gian diễn ra AX 2016

Anime Expo (AX), là một hội nghị toàn quốc về anime tổ chức ở Los Angeles, California bởi tổ chức phi lợi nhuận Hội Xúc tiến hoạt hình Nhật Bản. Hiếm khi ngoại lệ, hội nghị được tổ chức theo truyền thống vào tuần đầu tiên trong tháng bảy, mà thường trùng với ngày 4 tháng bảy, và kéo dài trong bốn ngày. Trong khi hiện nay được tổ chức tại trung Tâm hội Nghị Los Angeles, thì trong quá khứ AX đã được tổ chức ở những địa điểm khác như Anaheim, San José, New York, và Tokyo. AX, là hội nghị lớn nhất ở Bắc Mỹ

## Sự kiện và chương trình
AX có nhiều sự kiện và hoạt động trong suốt quá trình hội nghị cho người tham dự tham gia vào như khách mời, đầu chơi game, những cuộc thi, một khu giải trí và các buổi hòa nhạc.
Những điểm thu hút khách bao gồm các sự kiện như cuộc thi cosplay Masquerade, cuộc thi dành cho Anime Music Video (AMV), Trận chiến của các Ban nhạc, và buổi đấu giá từ thiện của SPJA. Ngoài ra, AX tổ chức vô số các ngành công nghiệp Khách danh Dự (GoH), bao gồm những nghệ sĩ đáng chú ý, người thường tổ chức biểu diễn lớn ở AX. AX cũng có một lượng lớn điểm tập trung, hội thảo, và sự kiện, một vài trong số đó được tài trợ bởi người hâm mộ hoặc các doanh nghiệp. Cuối cùng, cũng có một số phòng chiếu phim và video, trình chiếu anime cả ngày và đêm.
Giống như các hội nghị khác, AX cũng có một hành lang triển lãm quy mô, nơi những người tham dự có thể mua một loạt các sản phẩm từ các buổi triển lãm. Hành lang triển lãm này cũng có một khu dành cho các họa sĩ, nơi người tham dự có thể mua các sản phẩm nghệ thuật do người hâm mộ làm ra, cũng như các loại đồ thủ công  như là, tóc giả, kim băng và tài liệu cosplay.

## Lịch sử hội nghị

### Lịch sử

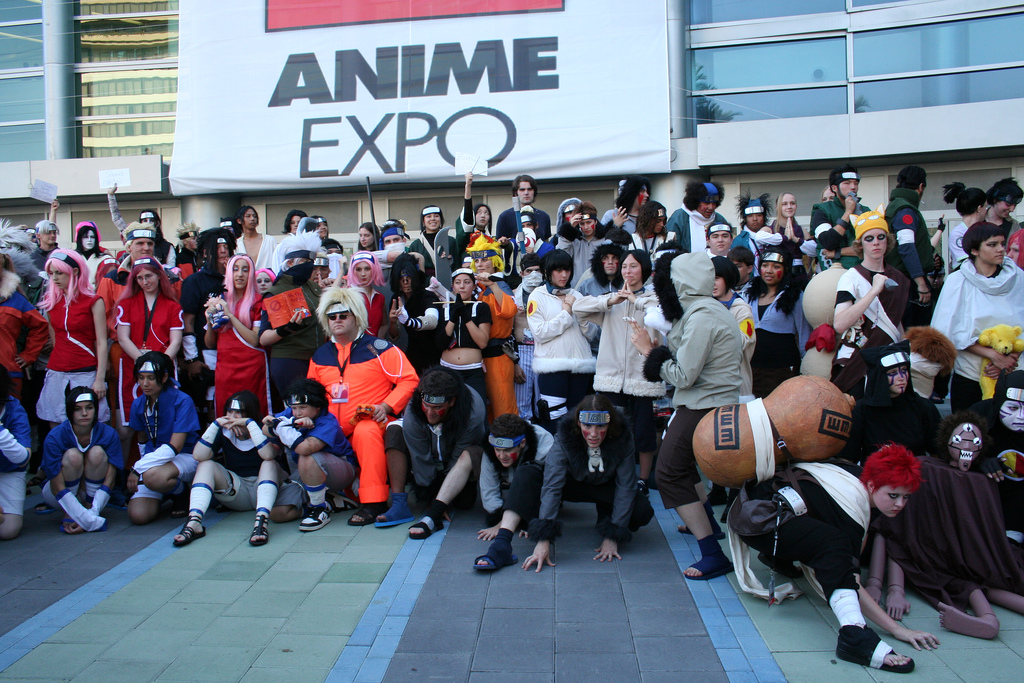
Những Naruto cosplayer tại AX năm 2006

Anime Expo bắt đầu như một hội nghị về anime và manga ở miền Bắc California. Nhiều người trong số nhân viên ban đầu đến từ Anime Con, một hội nghị anime tổ chức ở San José, California vào năm 1991, và sau đó được tiếp quản bởi SPJA vào năm 1992. Vào năm 1994, Anime Expo đã thực hiện một chiến lược di dời đến phía Nam California và đã cư trú tại đây từ đó.
Hội nghị vẫn tiếp tục phát triển mạnh do sự phổ biến của anime và văn hóa Nhật Bản, và duy trì một sức hút mạnh mẽ nhờ vào những vị khách Nhật Bản nổi tiếng. Nó hiện đang là hội nghị anime lớn nhất Bắc Mỹ, một tiêu đề mà luôn được tổ chức hằng năm, ngoại trừ 2003, sự thu hút của AX bị giảm nhẹ bởi hội nghị Otakon ở bờ biển phía đông. Từ 1,750 người tham dự vào năm 1992, AX đã có đến hơn 107,658 người trong 2017, con số này đã làm cho AX trở thành hội nghị anime và manga lớn nhất ở Bắc Mỹ.